# C/1959 Q2 Alcock
C/1959 Q2 Alcock è una cometa non periodica scoperta il 30 agosto 1959 dall'astrofilo britannico George Eric Deacon Alcock, è la seconda scoperta da Alcock: la scoperta è avvenuta solo cinque giorni dopo la scoperta della prima cometa da parte di Alcock. Caratteristica saliente della cometa è l'orbita parabolica retrograda. La cometa è arrivata il 4 settembre 1959 ad una magnitudine apparente di 4,7a.